# Red Sucker Lake
Red Sucker Lake är en sjö i Kanada.   Den ligger i provinsen Manitoba, i den sydöstra delen av landet, 1 600 km nordväst om huvudstaden Ottawa. Red Sucker Lake ligger 219 meter över havet.
I omgivningarna runt Red Sucker Lake växer i huvudsak barrskog. Trakten runt Red Sucker Lake är nära nog obefolkad, med mindre än två invånare per kvadratkilometer.